# Asarum maruyamae
Asarum maruyamae là một loài thực vật có hoa trong họ Aristolochiaceae. Loài này được Yamaji & Ter.Nakam. mô tả khoa học đầu tiên năm 2007.